# شركة السكك الحديدية الأرجنتينية
شركة السكك الحديدية الأرجنتينية الحكومية ( FASE ) هي شركة سكك حديدية مملوكة للدولة في الأرجنتين تم إنشاؤها لتشغيل وصيانة شبكة السكك الحديدية الأرجنتينية في البلاد، بما في ذلك خدمات الركاب والشحن والبنية الأساسية .    
تشترك الشركة في اسمها مع اسم الشركة الوطنية السابقة التي انحلت خلال عملية الخصخصة التي بدأت عام ١٩٨٩، وتستخدم أيضًا نسخة معدلة من شعارها الأصلي. تنقسم الشركة إلى ثلاثة أقسام: عمليات القطارات الأرجنتينية (خدمات الركاب)، وقطارات الشحن الأرجنتينية (الشحن)، والبنية التحتية للقطارات الأرجنتينية (البنية التحتية).  
في مارس 2021، أعلن وزير النقل أن شركة السكك الحديدية الأرجنتينية الحكومية ستعود للعمل مرة أخرى، بعد توقف دام ما يقرب من خمس سنوات خلال رئاسة ماوريسيو ماكري .  
اعتبارًا من مايو 2022، كان لدى شركة القطارات الأرجنتينية 30,102 موظفًا، مما يجعلها الشركة الأرجنتينية التي تضم أكبر عدد من الموظفين.

أول شعار للشركة في عام 2015

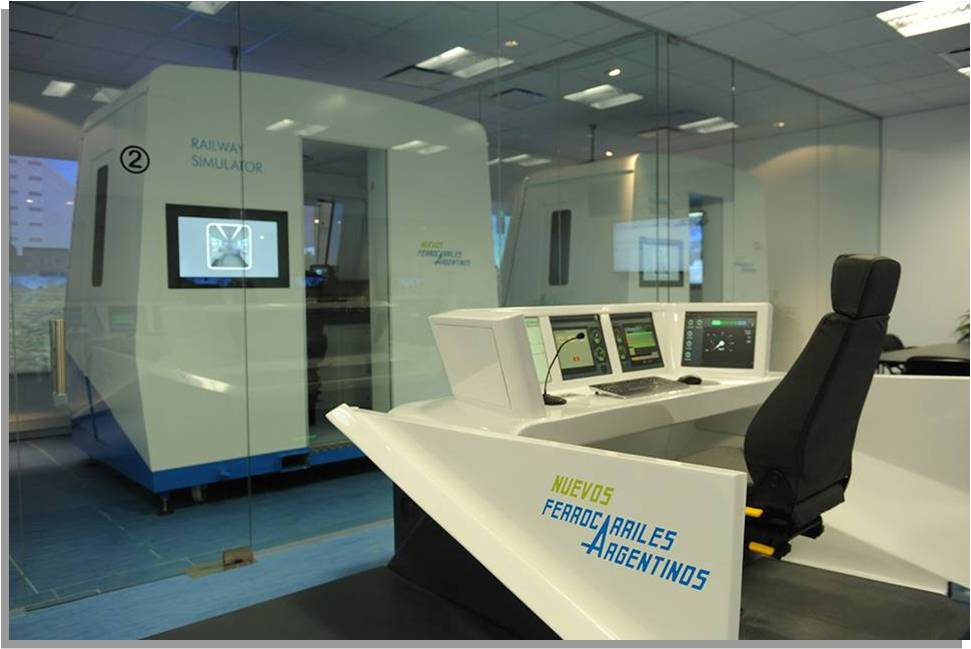
محاكيات قطارات تحمل شعار الشركة، يوليو 2015

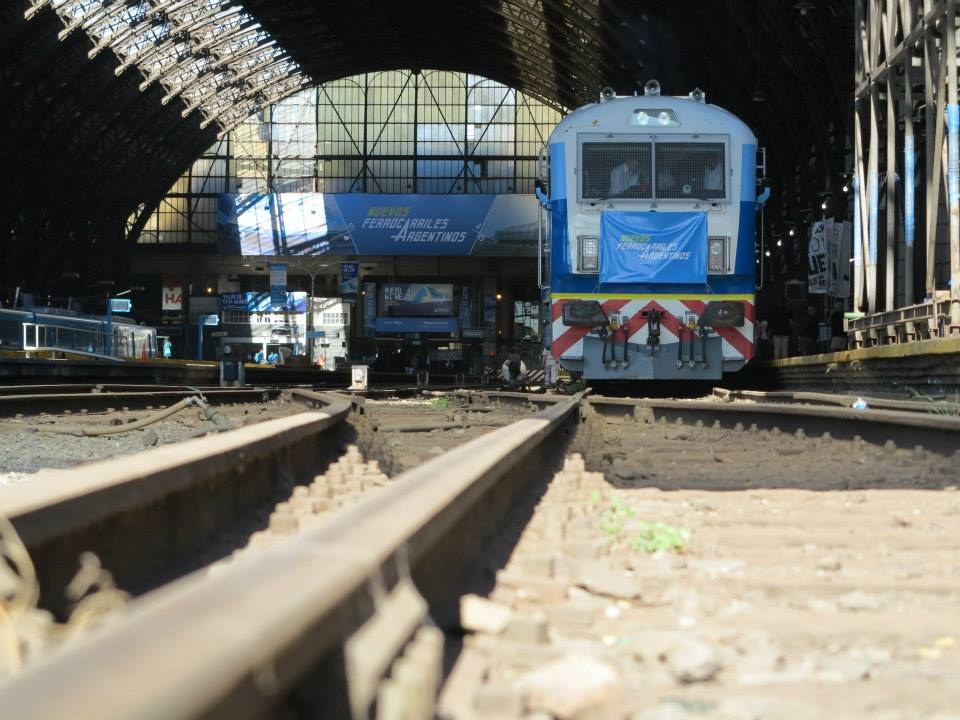
قطار سكة حديد جنرال ميتري في محطة ريتيرو بشعار الشركة، مايو 2015

## روابط خارجية
- الموقع الرسمي